# Quartier Napoléon (Berlin)
 (août 2017).
Si vous disposez d'ouvrages ou d'articles de référence ou si vous connaissez des sites web de qualité traitant du thème abordé ici, merci de compléter l'article en donnant les références utiles à sa vérifiabilité et en les liant à la section « Notes et références ».
Julius-Leber-Kaserne
Le Quartier-Napoléon, ou Julius-Leber-Kaserne depuis 1994, est situé sur le Kurt Schumacher Damm au nord de Berlin, dans l'ancien Secteur des Forces françaises à Berlin comprenant les quartiers de Reinickendorf et Wedding. Il a été la plus importante garnison des Forces françaises en Allemagne entre 1947 et leur retrait durant la décennie 1990, soit pendant près d'un demi-siècle.

## Historique

### Casernements des aérostiers et de la police
À l'emplacement du quartier actuel s'élève à la fin du XIXe siècle une caserne hébergeant un bataillon d'aérostiers. En 1928, les bâtiments sont attribués à la Police allemande.

### Hermann Goering Kaserne
En 1933, la caserne est affectée à la Luftwaffe. À cet effet, elle est rénovée et agrandie sous le nom de Caserne Hermann Goering. Achevés en 1936, les travaux coûtent près de 80 millions de reichsmarks. Les casernements occupent alors une surface de 80 ha, les bâtiments de 21 types différents présentant l'aspect de maisons d'habitation. Une route ovoïde – de la largeur d'une chaussée d'autoroute – y dessert les principales sections, avec des embranchements sur chacun des bâtiments. Au centre du quartier, un complexe sportif est aménagé. De 1937 à 1939 y est constituée la Fallschirm-Panzer-Division 1. "Hermann Göring". En 1943, la moitié du quartier est aménagée en hôpital militaire.
Lors de la Bataille de Berlin en 1945, la caserne fait partie des secteurs de défense G et H de Berlin-Nord. L'Armée Rouge l'investit les 24 et 25 avril 1945. Après les combats, 20 % des bâtiments sont encore habitables, 40 % endommagés et 40 % entièrement détruits.

### Caserne du Secteur-militaire français de Berlin
Conformément aux termes de l'Accord quadripartite sur Berlin, la caserne est remise en état par le Génie militaire français, notamment par le 6e régiment du matériel, dont l'état-major en Allemagne d'alors est basé à Rastatt. Elle est alors affectée au Forces françaises à Berlin et dénommée « Quartier-Napoléon », en mémoire de l'entrée de ce dernier dans Berlin le 27 octobre 1806 à l'issue des victoires de la Grande Armée à Iéna et Auerstaedt.
Opportunément situé près de l'Aéroport de Berlin-Tegel (dans la Berlin-Ouest), l'ensemble s'inscrit dans un triangle parfait autour d'un stade en son centre. Outre les installations militaires et de très nombreux logements, cette « ville dans la ville » comporte alors un cinéma, un stade, une piscine, un mess (hôtel et restaurant militaires), des économats (supermarché militaire français), la Poste française aux armées, une gendarmerie, un lycée, une école et une chapelle.
Le 46e Régiment d'Infanterie, y étant caserné à partir de 1947, quitte le Quartier le 14 septembre 1994 ; le 11e Régiment de Chasseurs y ayant également été en garnison.
Une antenne du Génie, la 110e compagnie du Génie, était présente sur le site également.
Le 357e hôpital des armées « Pasteur » y offrait un service de médecine, un autre de chirurgie, une pharmacie militaire et un cabinet dentaire.

### Julius Leber Kaserne
En 1994, au terme de la présence des Forces françaises à Berlin, le Quartier est repris par la Bundeswehr et rebaptisé « Caserne Julius Leber ».